# Alexa Nájera
Alexa Nájera (Ciudad de México, 2001) es una actriz norteamericana de cine y televisión, reconocida principalmente por aparecer en las películas Blondie (2014), Five (2011) y The Conjuring 2 (2016), donde interpretó el papel de Allison DeFeo. Nájera nació en Texas y se crio en California. Es hija del actor mexicano Roberto Nájera.

## Filmografía
- Five (2011) – Emma Taylor
- 8 Reels of Sewage (2012) – Sheri Smith
- Chase Me Through (2013) – Joanna
- May the Best Man Win (2014) – Adolescente
- Within the Cave (2014) – Jeny
- Blondie (2014) – Caroline
- Chasing Life (2015) – Lesbiana
- Tis the Season (2015) – Rachel Koufax
- Ouroboros (2015) – Scarlet
- Funny Man (2016) – Baby Strips
- The Conjuring 2 (2016) – Allison DeFeo
- Nowhereland (2017) – Molly